# Типтон, Билли
Билли Ли Типтон (англ. Billy Lee Tipton, 29 декабря 1914 — 21 января 1989) — пианист, саксофонист и джазовый музыкант из США, трансгендерный мужчина.

## Биография
Он родился в Оклахома-Сити (штат Оклахома, США) под именем Дороти Люсиль Типтон (англ. Dorothy Lucille Tipton).
В 1933 он добыл себе мужские документы и вступил в джазовый ансамбль, уехав в Канзас-Сити (штат Миссури).
В годы Великой депрессии и Второй мировой войны Билли играл с группами Джека Тигардена и Росса Карлайла. В 1954 он сам стал руководителем ансамбля «Трио Билли Типтона», где помимо него числились барабанщик Дик О’Нил и контрабасист Рон Килд. Трио просуществовало более десяти лет. Оставив карьеру музыканта, Билли осел в Спокане (штат Вашингтон), где стал заведовать развлекательными мероприятиями.
Типтон был женат пять раз. В 1960 году его последней женой стала Китти Оукс, танцовщица из ночного клуба. Каждой своей возлюбленной Билли говорил, что попал в автокатастрофу — потому он и носит бандаж. Какой-то подобной легендой он объяснял и невозможность иметь детей. Что не помешало ему усыновить трёх мальчиков. Типтон одно время даже работал в детском лагере — начальником отряда бойскаутов. О телесных особенностях Билли знали только его родственники.
В 1989 году он умер от язвы желудка. Судебный следователь открыл семье Типтона правду. Оказывается, ни коллеги, ни бывшие жёны, ни сыновья понятия не имели о половой принадлежности человека, в чьей мужественности им никогда не приходилось сомневаться. После смерти он остался тем же отцом и мужем в глазах его близких, несмотря на открывшиеся факты.
В 1991 фолк-певец Франк (англ. Phranc) сочинил песню «Типтон» в честь почившего джазового музыканта.
В 1999 писательница Диана Вуд Миддлбрук (англ. Diane Wood Middlebrook) выпустила книгу: «Мне подходит: двойная жизнь Билли Типтона» (англ. Suits me: the double life of Billy Tipton).
В США существует дамский джазовый ансамбль, называвшийся «Саксофонный квартет им. Билли Типтона», а недавно переименованный просто в «Типтоны».